# Wasser, Wind und Steine
Wasser, Wind und Steine ist ein Radrundweg von 221 km Länge durch die überwiegend flache bis leicht hügelige Landschaft  der Wildeshauser Geest (gelegen in einem großen Dreieck zwischen Oldenburg (Niedersachsen) im Nordwesten, Bremen im Nordosten sowie Vechta im Süden). Auf überwiegend verkehrsarmen Trassen berührt die Strecke unterschiedliche Landschaftstypen von Geest und Moor, durchquert neben landwirtschaftlich genutzten Flächen sowohl ausgedehnte Wälder als auch Heidegebiete, führt an natürlichen und (prä-)historischen Sehenswürdigkeiten vorbei und kann überall begonnen oder beendet werden. Das Schildersymbol ist eine stilisierte kleine Eule auf hellblauem Grund.